# Distretto di Hannan
Il distretto di Hannan (汉南区S, Hànnán QūP) è un distretto della Cina, situato nella provincia di Hubei e amministrato dalla città sub-provinciale di Wuhan.